# Thladiantha dubia
Thladiantha dubia Bunge, conosciuta come tladianta, è una pianta appartenente alla famiglia delle Cucurbitaceae diffusa dalla Cina centrale alla Mongolia, alla Manciuria e alla Corea, nonché a Sakhalin e alla vicina Russia orientale.

## Descrizione

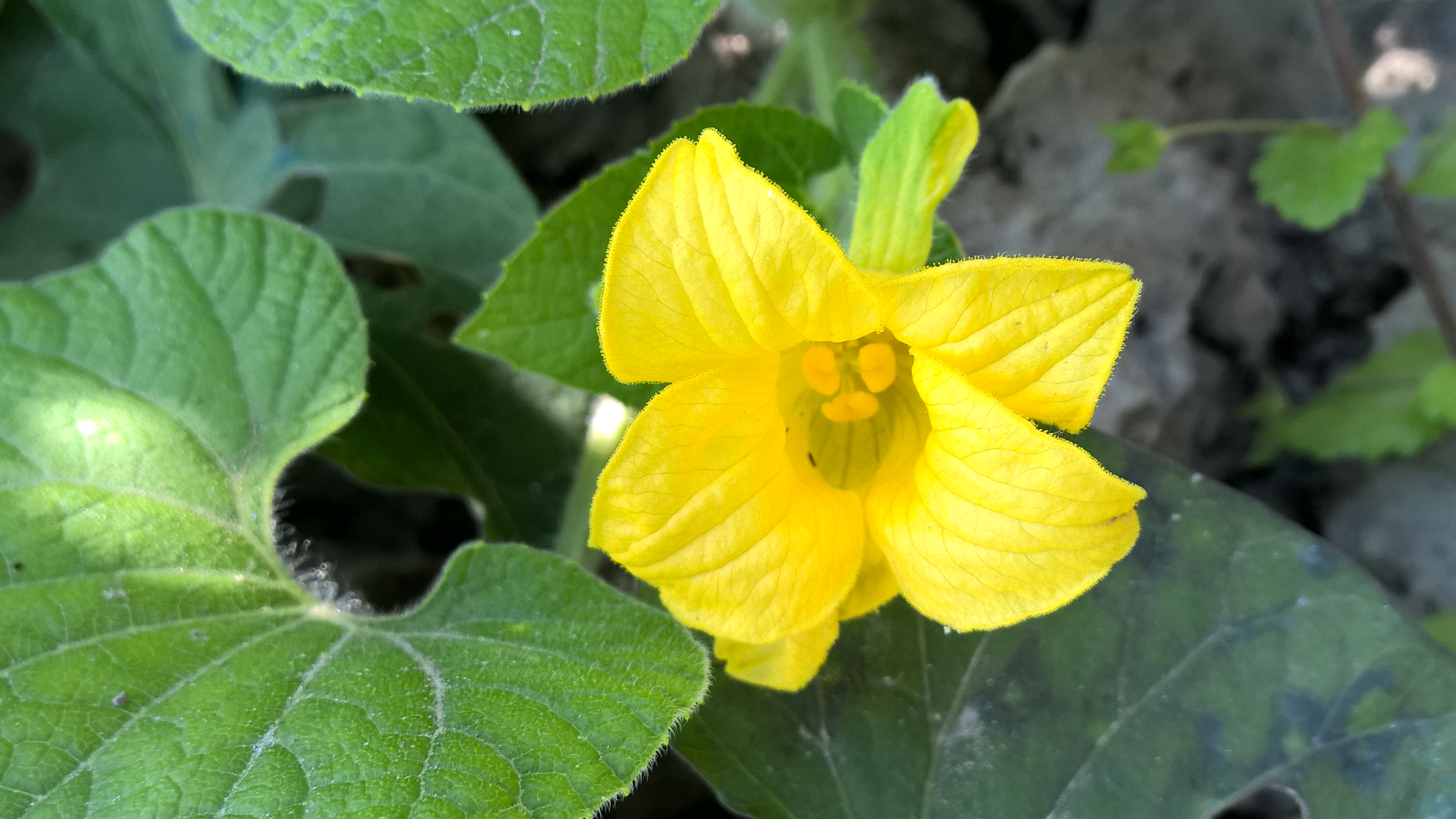
Fiore di tladianta

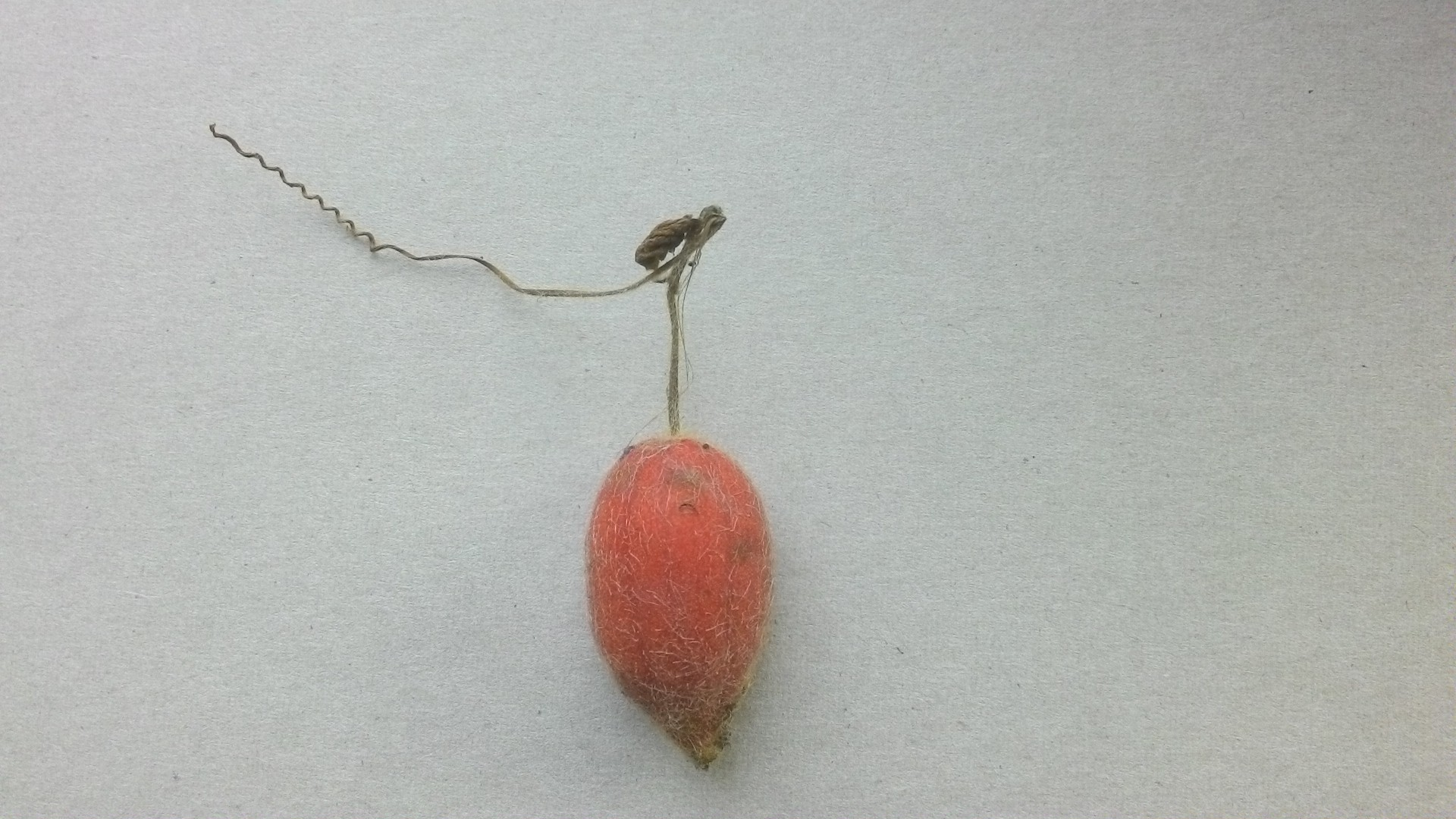
Frutto di tladianta

La tladianta è una pianta rampicante perenne ed erbacea, a crescita rapida e resistente al gelo che forma piccoli tuberi radicali con stoloni. Cresce fino a 2 metri di altezza e 6 metri di larghezza. Gli steli dei germogli, sottili e angolosi, sono morbidi e presentano peli più o meno lunghi. La pianta forma viticci semplici, sottili e pelosi.

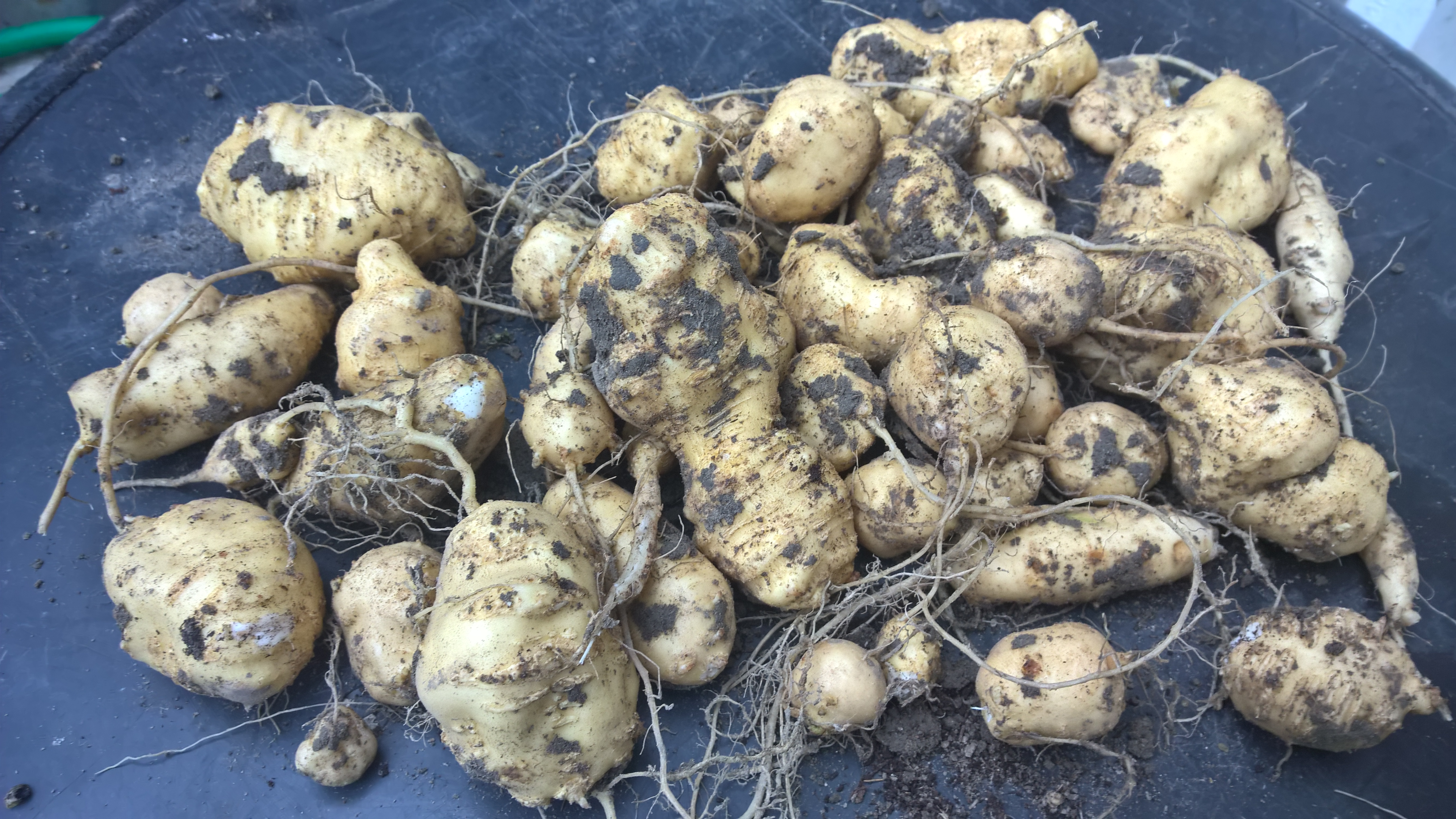
Tuberi di tladianta

Le foglie semplici sono alterne e picciolate. Le foglie, lunghe fino a 8-15 centimetri e larghe fino a 9 centimetri, sono a forma di cuore o di freccia con margine più o meno finemente dentellato. La lamina fogliare è corta, ispida, pelosa e squamosa su entrambi i lati. Le foglie sono adesive come il velcro. La nervatura impressa sulla faccia superiore delle foglie è pennata radialmente. Mancano le stipole.
La tladianta è una pianta dioica: le piante maschili fioriscono per prime con fiori ascellari. I fiori femminili compaiono singolarmente mentre i fiori maschili compaiono singolarmente o in gruppi in infiorescenze corte, racemose e dense, ciascuna dotata di brattee. I fiori gialli, campanulati e peduncolati, quintuplici, funzionalmente unisessuali, hanno un doppio perianzio.
Si formano frutti ellissoidali di colore rosso (bacche), leggermente solcati longitudinalmente e lunghi fino a 4-5 centimetri. Questi sono ricoperti di peluria morbida e contengono i semi. I numerosi semi (fino a 100), di colore marrone scuro e di forma appiattita, sono lunghi fino a 4-5 millimetri e si trovano nella polpa arancione.

## Usi
I tuberi e i frutti sono commestibili.